# Groeve Ternaaien-Boven

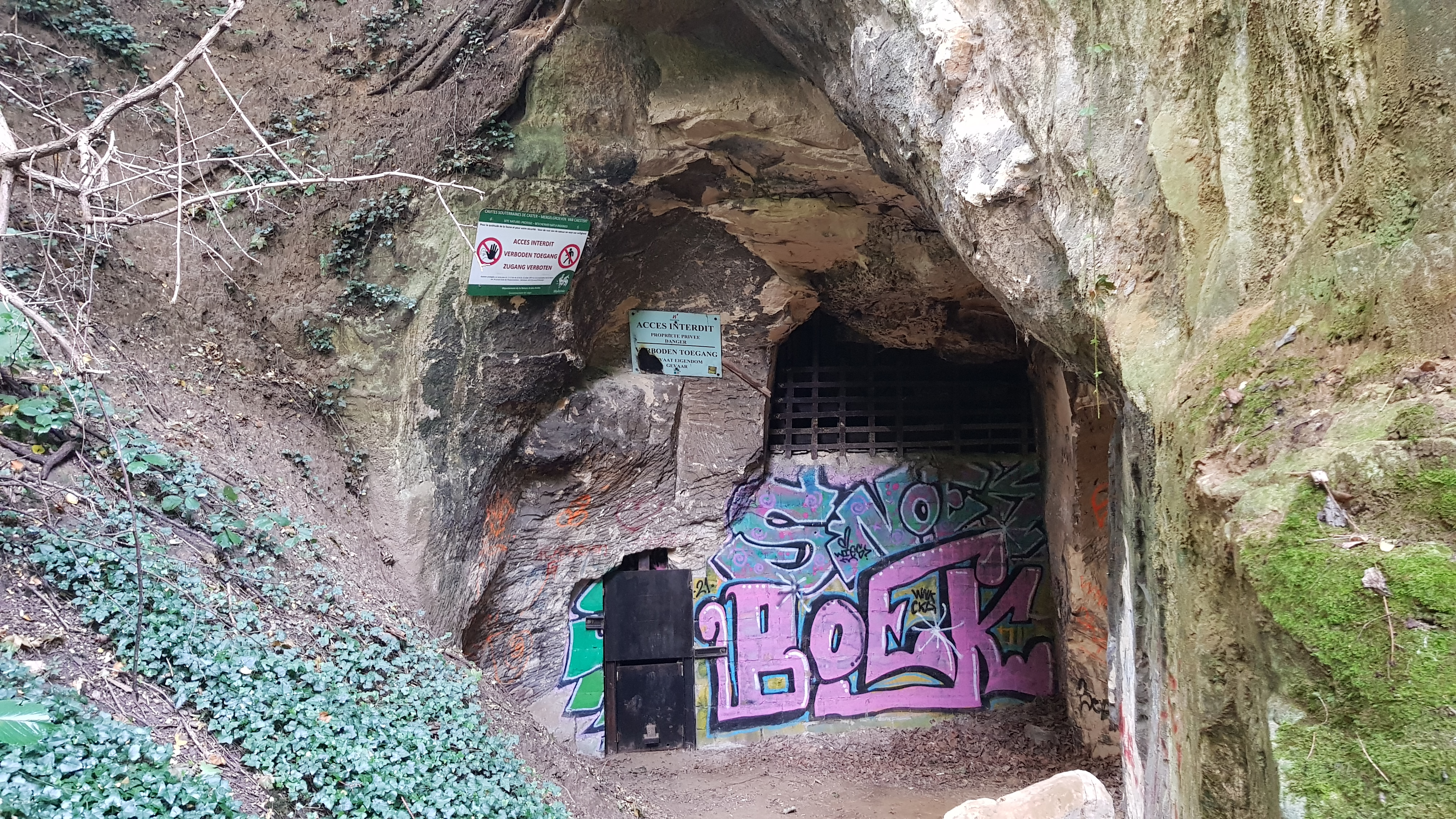
De ingang van de groeve

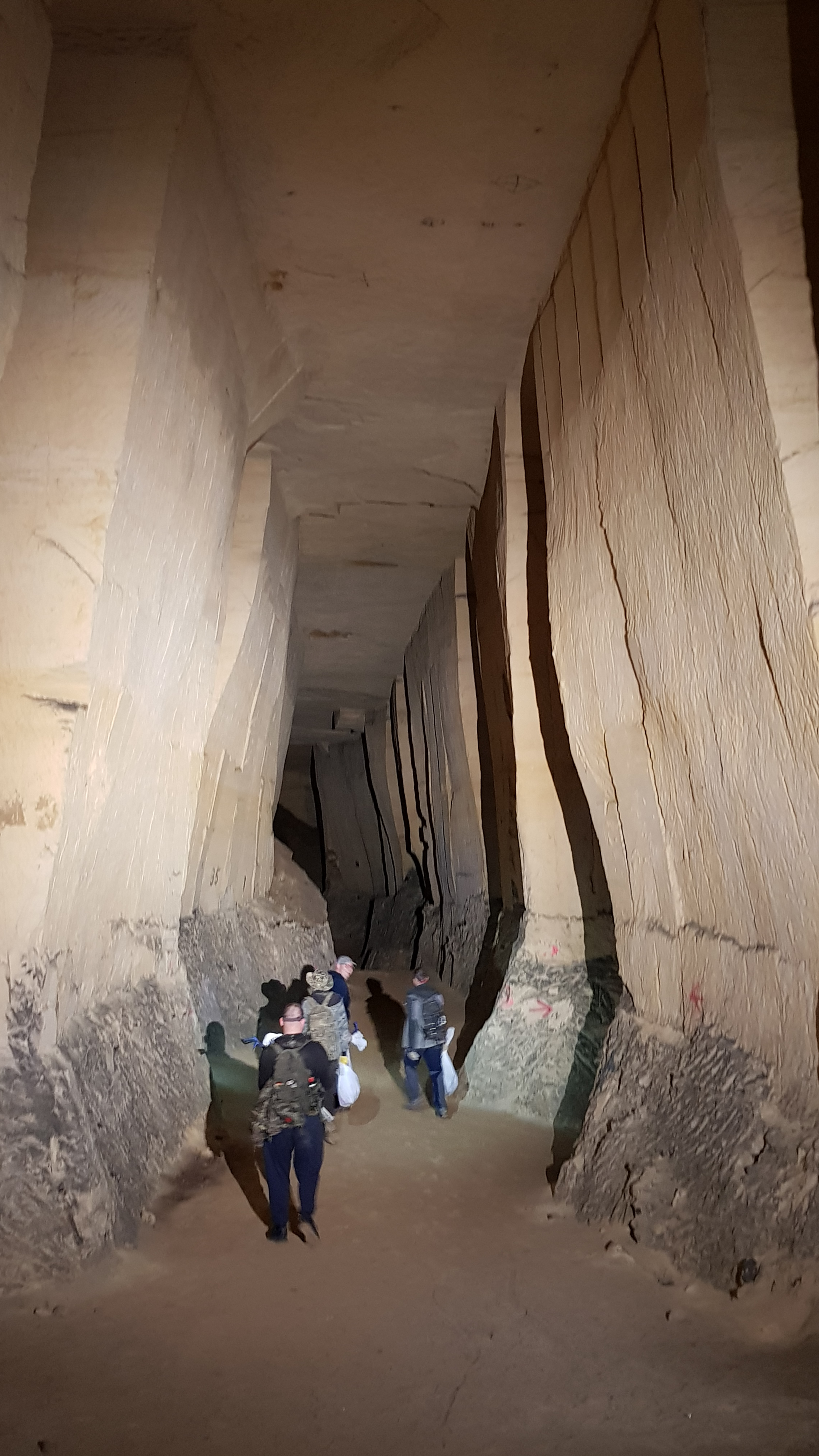
Een gang waar duidelijk het gangprofiel te zien is

De Groeve Ternaaien-Boven of Aardappelenberg is een gangenstelsel en Limburgse mergelgroeve op de grens van de Belgische gemeentes Riemst en Wezet. De groeve ligt in het zuidelijk deel van de Sint-Pietersberg in het Plateau van Caestert ten westen van Klein-Ternaaien en ten zuidoosten van Kanne. Het Waalse gedeelte van de groeve ligt in het beschermde gebied van Thier de Caster. De groeve ligt ten zuiden van de Hoeve Caestert en het verdwenen Kasteel Caestert.
Ten noorden van de groeve en het verdwenen kasteel liggen de Kasteelgroeve, de Grafkelder van Caestert en de Caestertgroeve. Aan de zuidoostzijde sluit het gangenstelsel aan op de Groeve Ternaaien-Midden en ten zuiden van de groeve ligt op enkele tientallen meters de Groeve Ternaaien-Beneden.

## Geschiedenis
Waarschijnlijk in de 15e eeuw werd de groeve door blokbrekers ontgonnen getuige de vele plafondmarkeringen die door vrijwel de hele groeve heen aangebracht zijn (vergeleken met de Caestertgroeve). Daarmee wijkt de groeve af van de Ceastertgroeve en de Groeve Ternaaien-Beneden die in meerdere periodes ontgonnen werden. Met de ontginning van de groeve werden er gangen aangesneden van het zuidelijke (en oudste) gedeelte van de Groeve Ternaaien-Midden.
Het gangenstelsel was op een gegeven moment één geheel met de Groeve Ternaaien-Midden, maar werd daarvan weer gescheiden door instortingsgebieden.
Tot in de 19e eeuw was de groeve in bedrijf voor de winning van kalksteenblokken.

## Groeve
Het gangenstelsel is de kleinste van de drie grote stelsels in het Belgische deel van de Sint-Pietersberg. De groeve heeft veelal hoge gangen waarbij later de vloer verder is uitgediept, waardoor gangen zijn ontstaan met een hoogte van wel tien meter. Hierdoor heeft het bovenste gedeelte (ongeveer vier meter hoog) van de gangen een trapeziumvorm met naar buiten uitlopende wanden en pilaren, ontstaan door het uitzagen van kalksteenblokken. Het onderste gedeelte (ongeveer twee meter hoog) van de gangen loopt naar binnen toe, ontstaan door het uitdiepen van bestaande gangen voor de winning van mergelbrokken en -poeder. Op verschillende plekken in het gangenstelsel zijn er instortingen, waarbij de nabijgelegen gangen deels of volledig volgelopen zijn met deklagen van de bovengrond. Een groot instortingsgebied bevindt zich in het midden van de groeve.
Achter in het gangenstelsel bevindt zich een waterput. Deze put is vanaf het vloerniveau van de groeve gegraven en is ongeveer 18,5 meter diep.
De ingang van de groeve is dichtgemaakt, maar op zodanige wijze dat vleermuizen en andere kleine dieren de groeve kunnen gebruiken als schuilplaats.

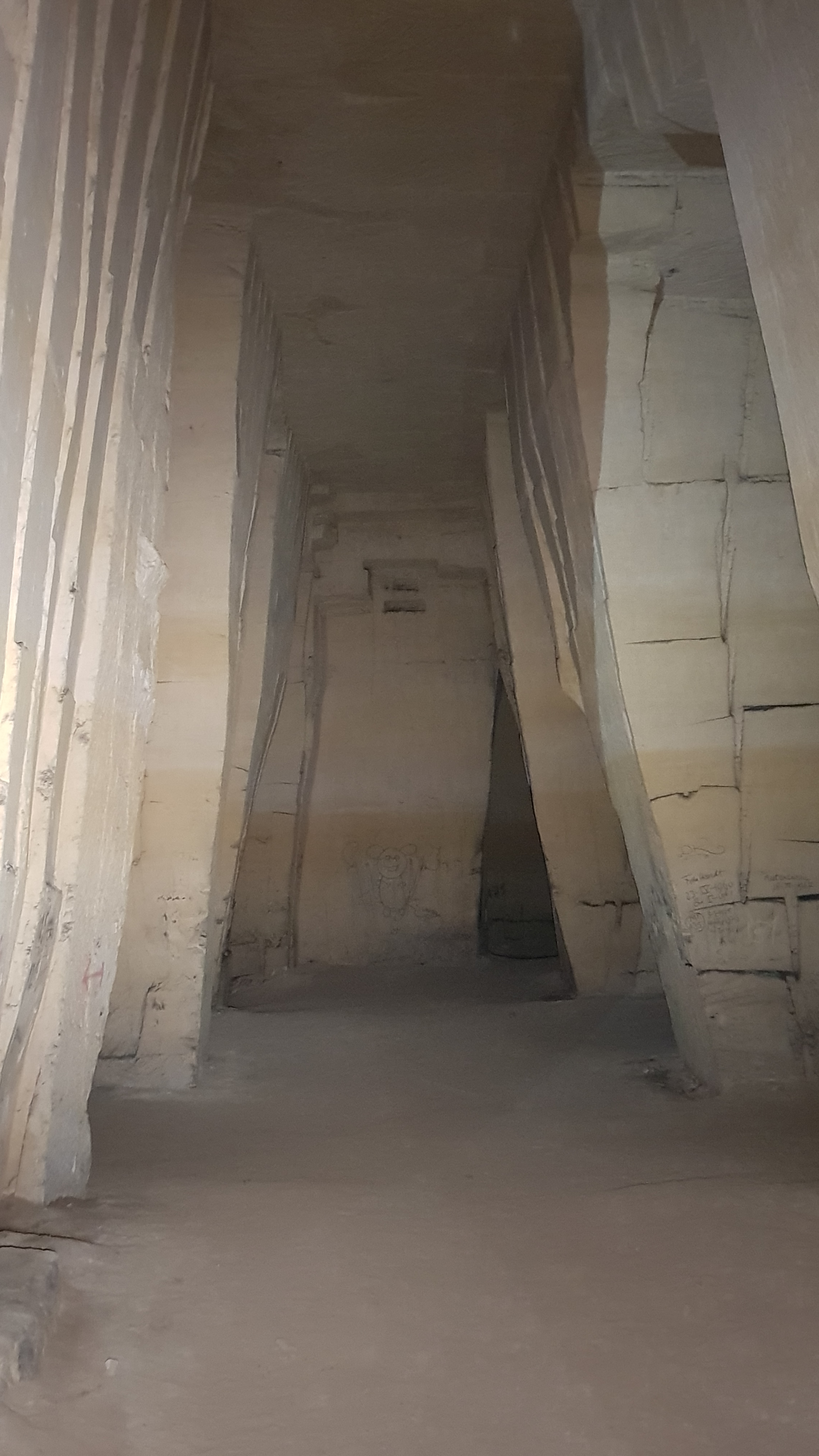
Een gang zonder uitdieping
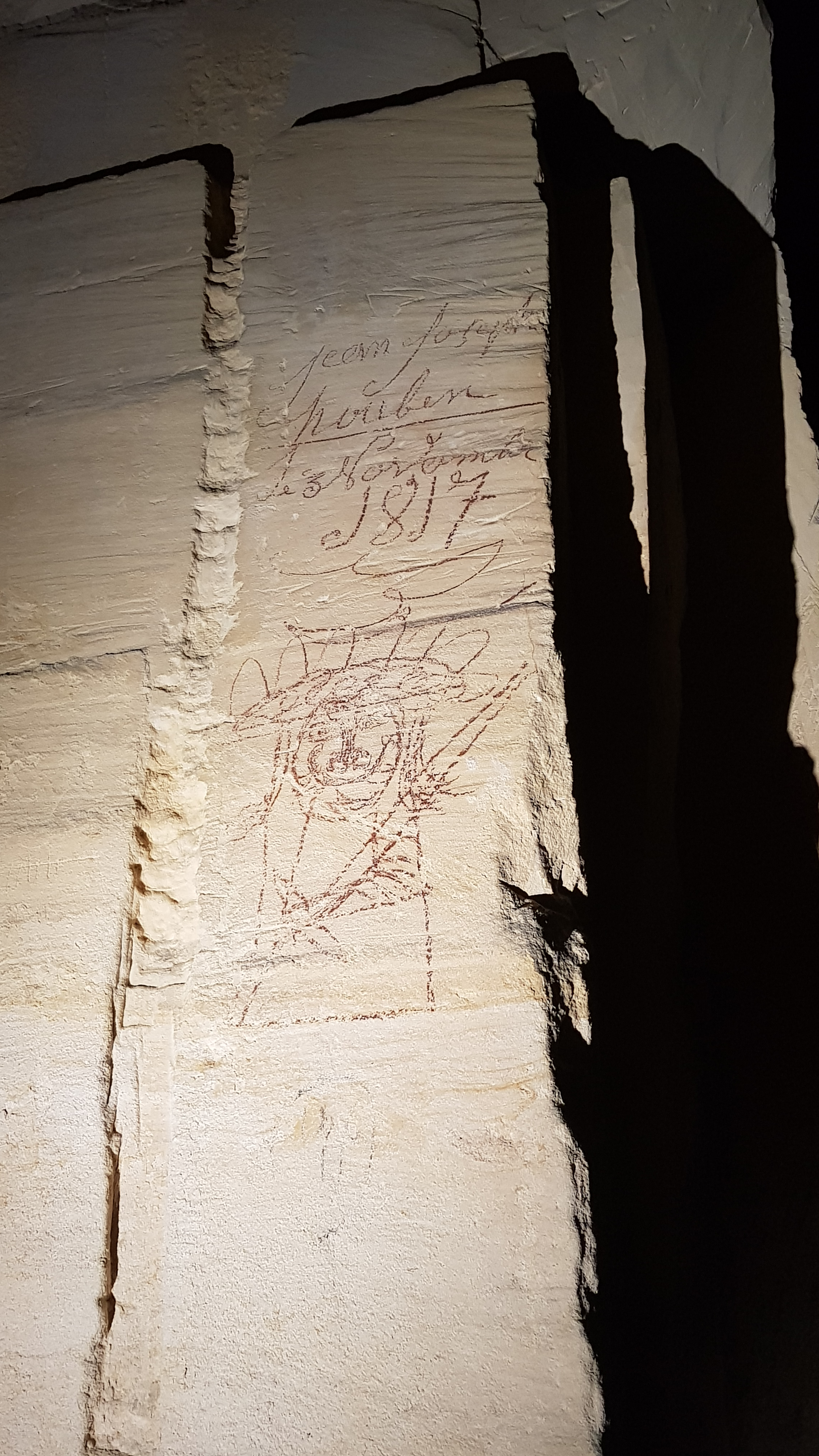
Oud opschrift uit 1817
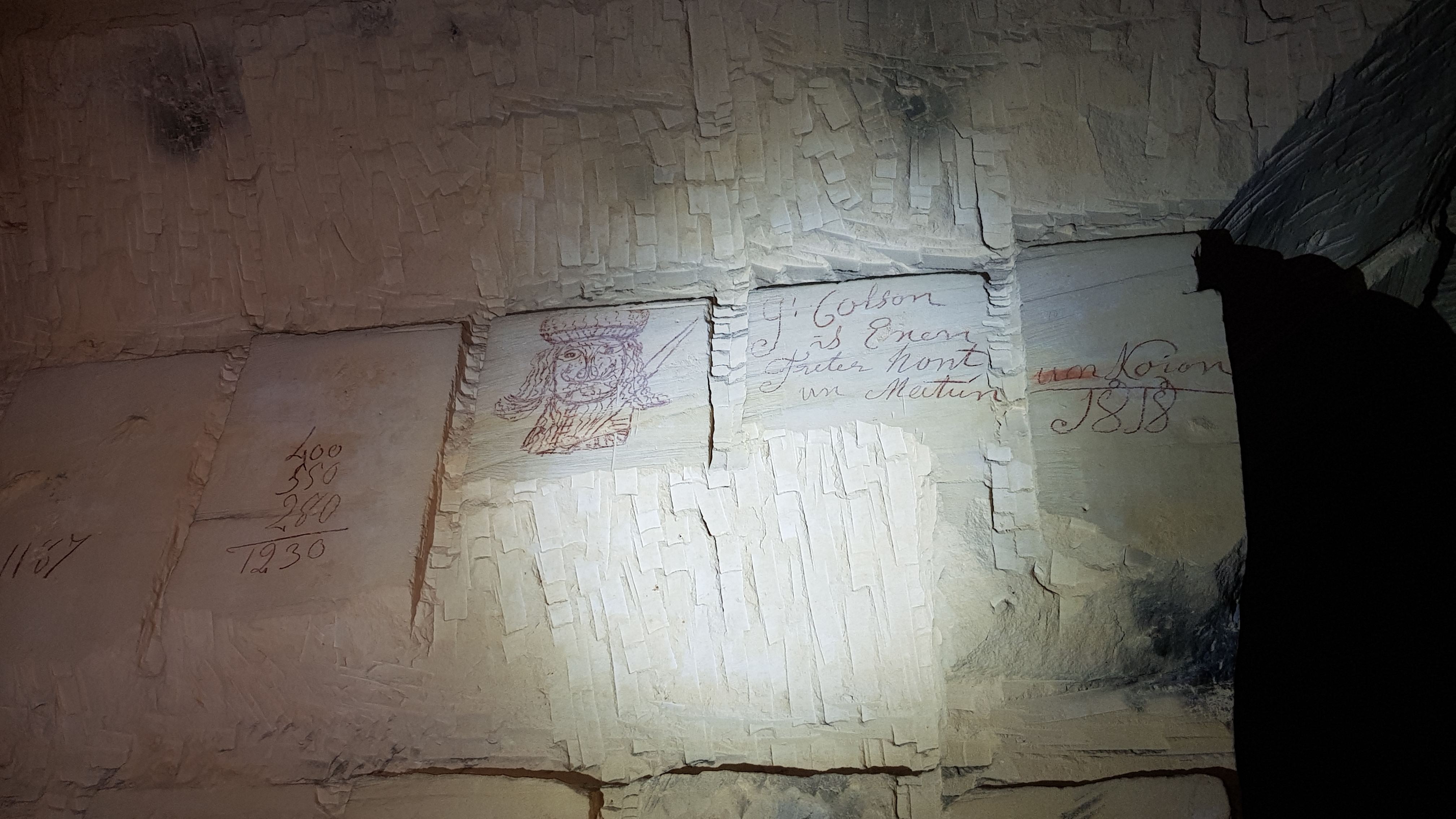
Oud opschrift uit 1818
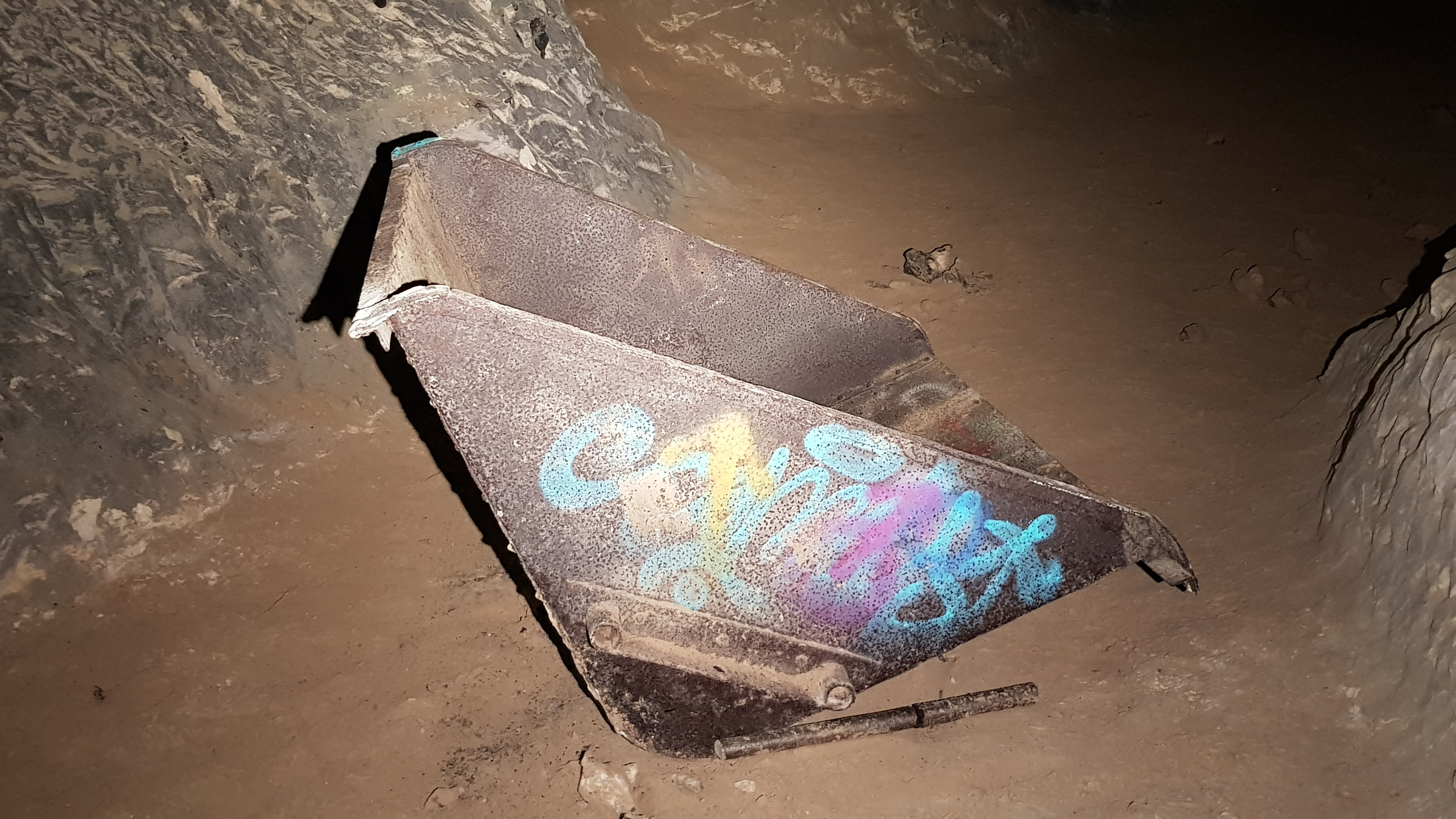
Oude kiepkar
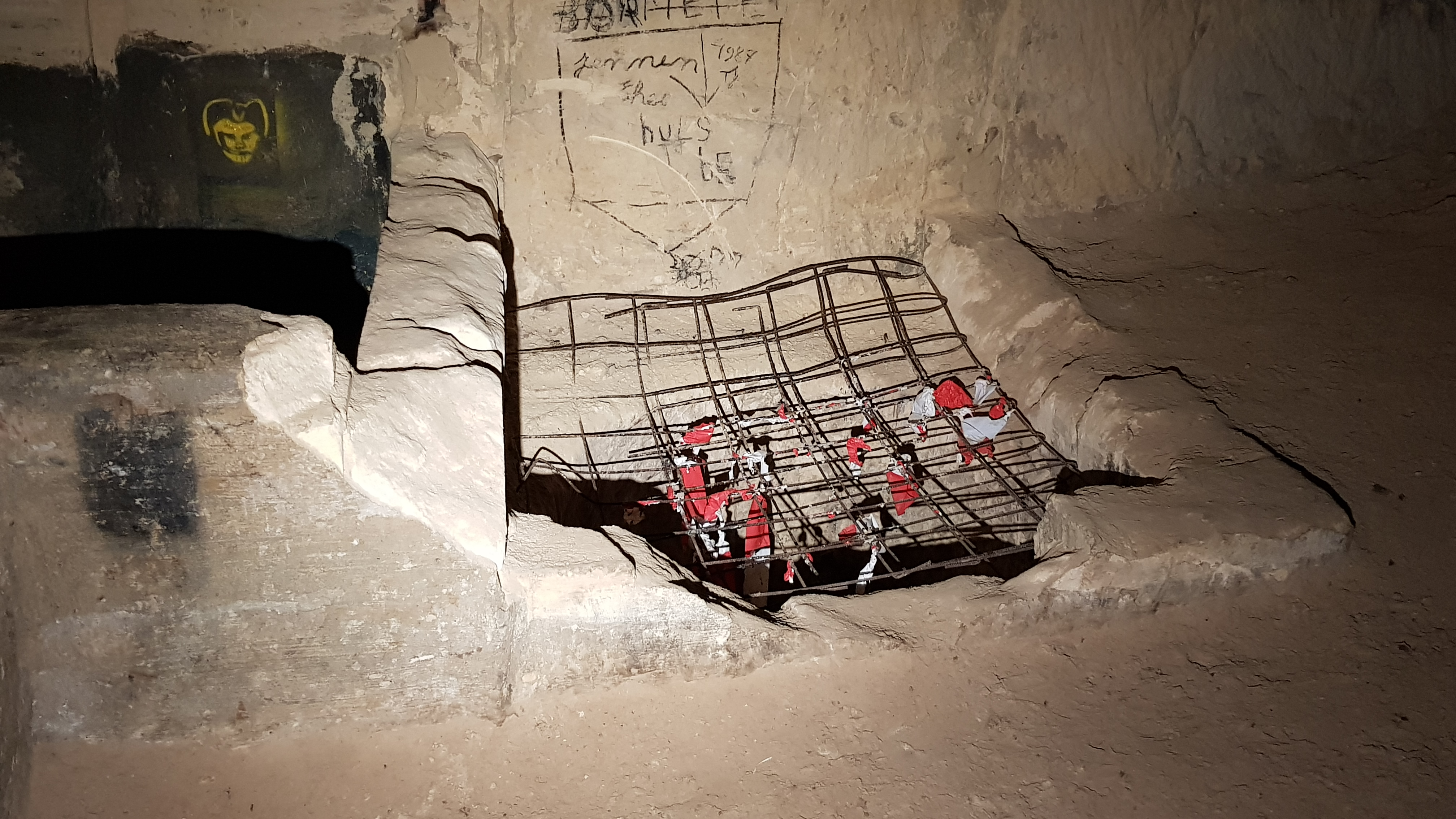
De ruim 18 meter diepe put
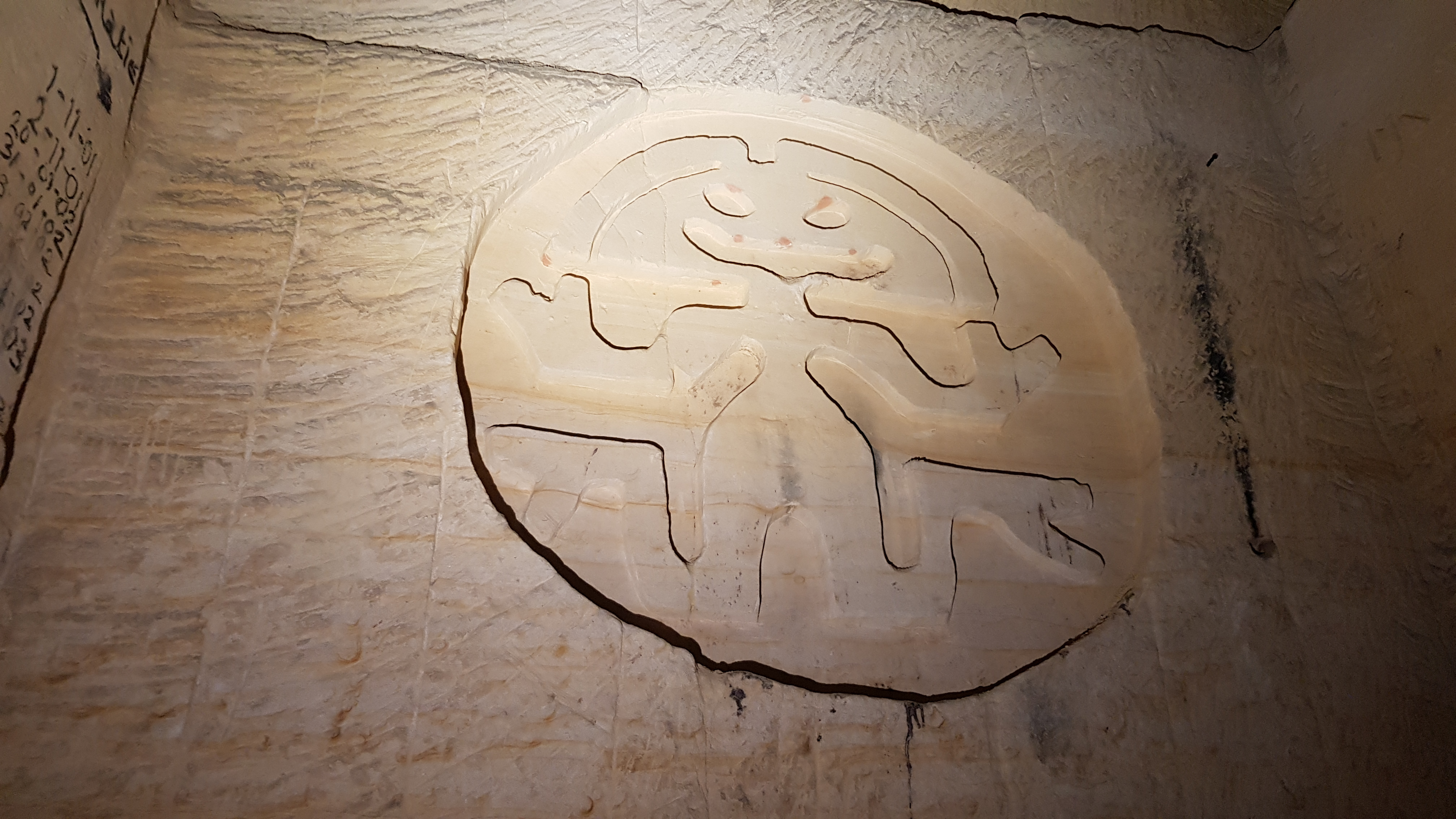